# جو باکارت
جو باکارت (الگو:Lang-nk; ۵ اوت ۱۹۲۱ – ۱۲ ژوئن ۱۹۹۷) بازیکن فوتبال اهل بلژیک بود.
از باشگاه‌هایی که در آن بازی کرده‌است می‌توان به باشگاه فوتبال رویال شارلوا اشاره کرد.